# Mordella tenuipes
Mordella tenuipes es una especie de coleóptero de la familia Mordellidae.

## Distribución geográfica
Habita en Panamá.